# 지브롤터 축구 협회
지브롤터 축구 협회(Gibraltar Football Association, GFA)는 지브롤터의 축구 협회로 지브롤터 축구와 풋살을 관리하는 기관이다. 1895년에 지브롤터 민간 축구 협회로 결성되었으며, 말년에 현재의 이름으로 바뀌었다. 현재 세계에서 가장 오래된 축구 협회 중 하나이다. 2012년 10월부터 GFA는 UEFA와 지브롤터 풋살 국가대표팀의 임시 멤버였고, 19세 이하와 17세 이하 대표팀이 2013-14 UEFA 시즌 대회에 참가했다. 2013년 5월 24일 런던에서 열린 제37회 UEFA 총회에서 UEFA 정회원국으로 받아들여졌다. 지브롤터는 2016년 5월 13일 멕시코에서 열린 제66회 FIFA 총회에서 FIFA 정회원국으로 가입했다.